# Erdnijewskij
Erdnijewskij (ros. Эрдниевский) – osiedle w Rosji, w Kałmucji, w rejonie justińskim. W 2010 liczyło 889 mieszkańców.